# Renato Sulić
Renato Sulić (Rijeka, 12. oktobra 1979) je hrvatski rukometaš i reprezentativac. 
Sa reprezentacijom je osvojio prvo mesto na svetskom prvenstvu u Portugalu 2003. godine, kao i drugo mesto na evropskom prvenstvu u Norveškoj 2008. Do sada je igrao preko 70 utakmica za hrvatsku reprezentaciju. Igra na poziciji pivotmena.
Od 2009. igra za mađarski RK Vežprem (mađ. Veszprém), dok je ranije igrao za RK Celje Pivovarna, RK Agram Medveščak, itd.
Ima suprugu Maju i malu kćerkicu Dorju.